# 青山ゆり華
青山 ゆり華（あおやま ゆりか、1983年〈昭和58年〉6月10日 - ）は、日本の女性声優、ナレーター。旧芸名は相沢 あすか（あいざわ あすか）。ラディウス所属。
かつてワンナップ、アークプロダクションに所属していた。

## 経歴・人物
12歳より児童劇団に所属し、子役としての活動歴を持つ。
中学在学中に受けたオーディションの合格がきっかけとなり声優に転向。高校卒業、養成所卒業後に声優事務所に所属。相沢あすかとして活動する。別名義のANNでナレーションや歌唱ライブ等で活動。
その後、一度は声優活動を引退し、船員養成機関を経てクルーズ会社に就職。観光船船長などを勤め、元々の声優活動を活かしてクルーズガイドなどでも活躍していた。
結婚・出産を機に休職。現在は二児の母。
休職を機に、2016年より宅録での声の提供活動を行い、声優活動を再開。同人作品や商業作品に声の提供を行い、今までの相沢あすか名義のほか、あおい蘭、青山ゆり華、aisといった様々な名義を使用していたが、2019年4月より全ての活動名義を青山ゆり華に統一させた。
2020年5月1日より、新設事務所のラディウスに所属。
趣味は旅行・クラフトビール・タイ料理屋めぐり。
資格に普通自動車免許、一級小型船舶操縦士、四級海技士、第一級海上特殊無線技士、けん玉初段を所持。

## 出演

### 吹き替え
- ちびっこバス タヨ（クク、ケリー、シック、ジェニー）
- チビ列車ティティポ（ジェニー、ジェイ、スリ）
- マジックバス・タヨ(悪い魔法使い)

### ナレーション
- 新日本製薬ラフィネカラーテレビCM
- 新日本製薬ラフィネパーフェクトワンテレビCM
- すたみな太郎テレビCM
- メディアット(CMナレーション)
- 笑う犬の太陽・森っ子カブタン(オープニングボイス)
- ブランドストーリー～ロイヤルコペンハーゲン～(ボイスオーバー)
- GBA/メタルガンスリンガー(CMナレーション)
- 富士見書房/月刊ドラゴンジュニア(CMナレーション)
- 株式会社天領バス(車内アナウンス)
- 作曲作成支援ツール・音楽共有サービス『Alser AI composer light』(CMナレーション)
- 学習塾「乃万塾PLUS」(CMナレーション)

### WEBアニメ
- BLAME!Ver.0.11（シボ）

### インターネットテレビ
- バンダイチャンネル BB mode 爆走!サンライズMAX（パーソナリティー、イエローハロ役）

### ラジオ
- メタルガン・スリンガー おまかせBilly's Angel（2002年、文化放送）

### ゲーム
- PS2破滅のマルス（海野山吹）
- 超次元彼女: 神姫放置の幻想楽園（ポセイドーン、メーディア、スフィンクス）
- クラブ・スーサイド（絵馬の母）
- セルリアンホライズン（アンナ役）
- ドラゴンエア：サイレントゴッズ(ウサ役)
- スターフェイト：シャドウウォー（ビースト、ケリー、ダイアナ、メリッサ）

### DVD
- シャドウスキルスタイル（魂水売りの少女）

### ドラマCD
- うはうは男子寮（良貴・サミュエル・塚本）
- うはうは男子寮2 仁義なき!生徒会長戦（良貴・サミュエル・塚本）
- シャーロックホームズ・ボヘミアの醜聞（アイリーン・アドラー）
- ルミナス（ローズ）
- 告白CD（野々宮響）
- 朗読CD山羊の詩

### 主題歌
- GBAメタルガンスリンガーテーマソング歌唱（BILLY'S ANGEL（仲西環・那須めぐみ・相沢あすか））
- 笑う犬の情熱内森っ子カブタンオープニング（フジテレビ）
- 携帯アプリ手のひらの王国テーマソング歌唱
- 携帯アプリエリタージュテーマソング歌唱

### その他
- 北九州博覧祭2001 亜洲魔術旅団SON-GOO-COO（雑技・蜻蛉の怪）
- ブランドストーリーロイヤルコペンハーゲン編ボイスオーバー（BS日テレ）
- ドラマCD 舞台 七瀬恋（2006年、看護婦）